# Peso Oro Sellado
El Peso Oro Sellado (símbolo: o$s, ISO 4217: ARG) es una de las monedas argentinas creadas mediante la Ley 1.130, que entró en vigencia el 5 de noviembre de 1881, con el objetivo de unificar el sistema monetario en el país, reemplazando el Peso fuerte. En Argentina circulaban hasta entonces el peso moneda corriente en Buenos Aires y los pesos bolivianos de plata en el interior del país. Además también se utilizaban libremente las monedas extranjeras metálicas.

## Historia
La ley 1130 creó el Peso Oro Sellado como unidad monetaria de la República Argentina -que está aún vigente- determinando la convertibilidad de la moneda nacional a oro, y la emisión de una moneda que se denominó “Argentino”.
Esta moneda era equivalente a o$s 5 (cinco pesos oro sellado), casi igual al Soberano o libra inglesa de entonces.
Entre 1881 y 1896 se llegaron a acuñar monedas de oro, el Argentino, de o$s 5 y el Medio Argentino; su circulación en el país sólo fue limitada pues se usaban principalmente en el comercio exterior. Un Argentino equivalía aproximadamente a la libra inglesa (sovereign) en su contenido de oro fino, o si se quiere, £ 1 era casi igual a o$s 5.
Debido al bimetalismo restringido se acuñaron pocas monedas de plata. En su lugar se emitieron billetes de banco, que con el tiempo usaron exclusivamente la denominación de Pesos moneda nacional y se simbolizaban como m$n. Dado el bimetalismo, ambas monedas, el peso de oro y el de plata, eran convertibles entre sí. Sin embargo, el creciente volumen de importaciones y las altas inversiones de capital, fueron reduciendo las reservas de oro de los bancos. Debido a ello se tuvo que suspender la convertibilidad en octubre de 1885, devaluándose el peso moneda nacional. Después de la crisis económica de 1890 se fue recuperando la economía argentina. El incremento de las exportaciones trajo consigo una gradual valorización del peso moneda nacional frente al oro, lo que permitió volver a la convertibilidad en octubre de 1902, pero con un tipo de cambio de m$n 2,2727 = o$s 1.

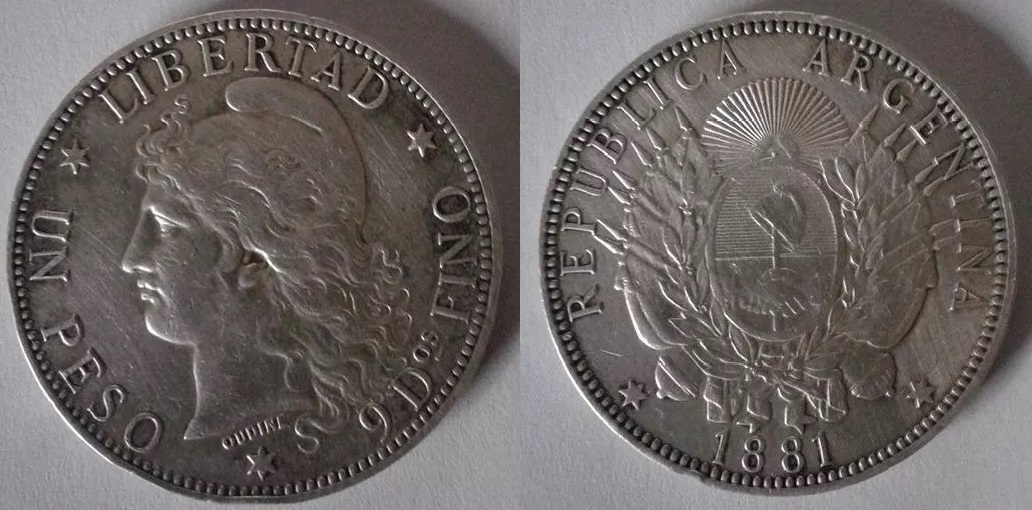
Anverso y reverso de un peso plata de 1881

Esta convertibilidad duró hasta el 2 de agosto de 1914, o sea el día siguiente del comienzo de la Primera Guerra Mundial. Sin embargo, el peso moneda nacional pudo mantenerse bastante estable en los años de guerra, mientras que en la posguerra sufrió una devaluación a principios de la década de 1920. Superada esta, se fue revaluando gradualmente, lo que permitió restablecer la convertibilidad en agosto de 1927 con la misma paridad de m$n 2,2727 por peso oro sellado. El comienzo de la crisis económica mundial de la década de 1930 obligó a volver a la inconvertibilidad, ahora definitivamente, el 16 de diciembre de 1929. Al igual que otros países, Argentina abandonó así el patrón oro.
Sin embargo nunca perdió su valor como moneda de curso legal. En numerosas leyes vigentes como la de navegación las indemnizaciones son dadas en pesos oro. Muchos doctrinarios argentinos, como Compagnucci de Caso han referenciado a dicha moneda frente a la limitación de indemnización dada por el Código Civil y Comercial de la Nación a la indexación a monedas extranjeras.
El peso oro se usaba principalmente como medio de pago para transacciones con otros países; su circulación entre el público argentino fue muy limitada.

## Argentino de oro
El Argentino de oro es la denominación de las únicas monedas de oro oficiales acuñadas por la Casa de Moneda argentina durante el periodo 1881-1896, de acuerdo a la Ley N° 1130 sancionada en 1881 durante la presidencia de Julio Argentino Roca.

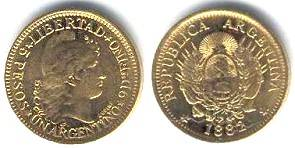
Anverso y reverso de un Argentino de 1882, equivalente de o$s 5.

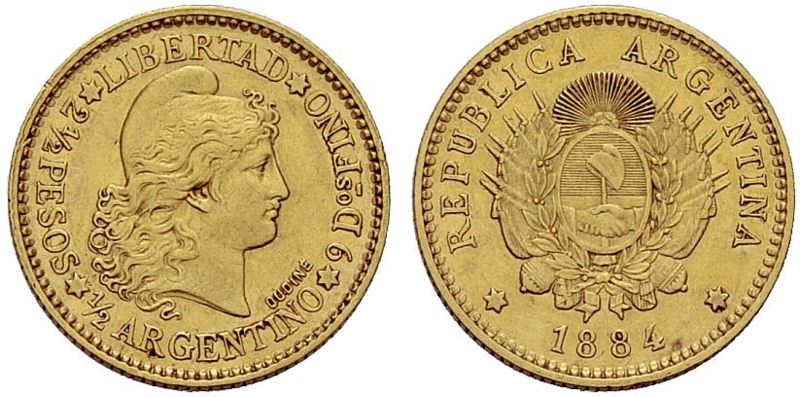
Anverso y reverso de Medio Argentino equivalente a o$s 2,50 de 1884

El Argentino de oro tiene un peso de 8,0645 g, una pureza de 0,900 y un diámetro de veintidós milímetros. El motivo del anverso reproduce la Libertad del artista y grabador francés Eugène-André Oudiné rodeada por la inscripción "LIBERTAD * 5 PESOS * UN ARGENTINO * 9 Dos FINO". Al pie de la imagen de la Libertad y junto a esta inscripción se halla en letras más pequeñas el apellido del grabador. El motivo del reverso presenta en el centro el Escudo de la República Argentina rodeado por las banderas de las 14 provincias existentes en el momento de su emisión, circundado por la leyenda "REPUBLICA ARGENTINA" y el año de emisión. El canto de la moneda es parlante con la expresión “IGUALDAD ANTE LA LEY”.
El sistema era bimetálico, pues preveía un equivalente en plata, con un peso plata de 25 g y ley 0,900. Este peso resultaba con la relación oro/plata 1:15,5 vigente en la Unión Monetaria Latina. El bimetalismo era restringido en lo referente a la acuñación de la plata y al poco tiempo fue monometálico pasando al patrón oro de hecho, abandonando la plata que desde la época colonial hasta entonces fue la moneda de referencia. Un peso plata de la nueva moneda equivalía también a cinco francos de la Unión Monetaria Latina (Francia, Italia, Bélgica y Suiza). Asimismo, era ligeramente inferior al peso fuerte. El peso plata se denominó popularmente patacón.
La Casa de la Moneda realizó diez acuñaciones correspondientes a los años 1881 a 1889 y 1896. La acuñación fue de dos valores: 1 Argentino, el equivalente a 5 pesos y ½ Argentino, equivalentes a o$s 2½. 
Hoy en día estas monedas son muy buscadas por los numismáticos, y son relativamente escasas. Una moneda en excelente estado de 1 Argentino, puede llegar a valer más de 400 dólares estadounidenses aproximadamente. La moneda de ½ Argentino es extremadamente difícil de conseguir ya que sólo se acuñaron 421 unidades, por tratarse de una moneda de difícil ejecución. Una moneda de ½ Argentino en excelentes condiciones alcanza un precio aproximado de 7000 dólares.
El Banco Central de la República Argentina conservaba un stock de Argentinos en su reserva de oro. En 1999 dispuso la venta por tiempo limitado de parte de este stock. El precio al público se hallaba entre 80 y 120 pesos (en ese entonces iguales al dólar estadounidense) dependiendo del año de emisión del Argentino.

### Emisiones por año
5 PESOS - UN ARGENTINO
| Valor | Emisión   |
| ----- | --------- |
| 1881  | 37.152    |
| 1882  | 252.092   |
| 1883  | 909.042   |
| 1884  | 447.900   |
| 1885  | 203.908   |
| 1886  | 397.734   |
| 1887  | 1.834.674 |
| 1888  | 1.663.265 |
| 1889  | 403.712   |
| 1896  | 196.543   |
| Total | 6.346.022 |

2½ PESOS - ½ ARGENTINO
| Valor | Emisión |
| ----- | ------- |
| 1881  | 9       |
| 1884  | 421     |

### Emisiones conmemorativas
En los últimos tiempos, el Banco Central de la República Argentina ha emitido monedas conmemorativas referidas a acontecimientos diversos. Si bien estos acontecimientos no tienen relación alguna con el Argentino de oro, en muchos casos tienen las mismas dimensiones y características de éste, o sea son monedas de oro ley 0,900, de un valor facial de $ 5, de 8,064 g de peso y 22 mm de diámetro. Por lo general no se acuñan más de 1.000 monedas. Si bien estas monedas tienen curso legal, están destinados al coleccionismo numismático. Sólo por su contenido de oro fino, su valor intrínseco es muy superior a su valor facial.

### Cotización del Argentino Oro
Cotización trimestral del Argentino Oro publicada por el Banco Central de la República Argentina.
| Trimestre | Valor en Pesos Argentinos |
| --------- | ------------------------- |
| 1°. 2019  | 11.307,52                 |
| 2°. 2019  | 13.105,00                 |
| 3°. 2019  | 13.956,68                 |
| 4°. 2019  | 19.949,55                 |
| 1°. 2020  | 21.286,36                 |
| 2°. 2020  | 24.205,23                 |
| 3°. 2020  | 29.068,97                 |
| 4°. 2020  | 33.540,71                 |
| 1°. 2021  | 37.132,46                 |
| 2°. 2021  | 36.298,14                 |
| 3°. 2021  | 39.385,22                 |
| 4°. 2021  | 40.154,08                 |
| 1°. 2022  | 43.640,33                 |
| 2°. 2022  | 50.295,81                 |
| 3°. 2022  | 53.091,16                 |
| 4°. 2022  | 57.468,42                 |
| 1°. 2023  | 74.910,21                 |
| 2°. 2023  | 96.545,56                 |
| 3°. 2023  | 114.535,26                |
| 4º. 2023  | 152.773,14                |
| 1º. 2024  | 389.094,34                |
| 2º. 2024  | 443.046,35                |
| 3º. 2024  | 495.918,58                |
| 4º. 2024  | 595.854,78                |
| 1º. 2025  | 629.046,78                |
| 2º. 2025  | 780.614,63                |